# تاکشی کوسائو
تاکشی کوسائو (انگلیسی: Takeshi Kusao; ۲۰ نوامبر ۱۹۶۵ – ) صداپیشه، خواننده، و بازیگر اهل ژاپن بود.